# Don Quichottes Kinder
Don Quichottes Kinder ist ein 1980 entstandener, deutscher Spielfilm von Claudia Holldack mit Angelica Domröse und Dietrich Mattausch in den Hauptrollen.

## Handlung
Wie einst Don Quichotte gegen Windmühlen anritt, um einen imaginären Feind im Zweikampf zu besiegen, so haben auch Kristine und Heinrich, zwei typische Vertreter der 1968er-Generation, einen langen Kampf gegen das in ihren Augen verhasste Establishment und dessen Institutionen hinter sich. Müde und ein wenig abgekämpft haben sie sich rund anderthalb Jahrzehnte später mit den Gegebenheiten abgefunden und arrangiert, sind selbst Teil der Bürgerlichkeit und des Establishments geworden. Die Kinder dieser Don-Quichotte-Generation heißen hier Babette und Alexander. Als beide sich infolge einer Zeitungsannonce treffen, ist Alexander gerade in einer schwierigen Phase: er fühlt sich einsam, seine desillusionierten 68er-Eltern leben in Scheidung. Deren Beziehung verlief zuletzt nur noch nach Riten scheinprogressiver 68er-Rhetorik, alles war nur noch ein einziger verlogener Krampf.
Die lauthals proklamierten Phrasen erwiesen sich als Lebenslügen und ziehen auch Alexander herab in deren hausgemachte Krise. Für Alexander bedeutet diese Auflösungserscheinung elterlicher Unversehrtheit nach beider Trennung die Suche nach einer eigenen starken Bindung, die ihn aus seiner Einsamkeit befreit und ihm neuen Halt gibt. Die findet er in Babette, einem lebensklugen Mädchen, das ihm neue Perspektiven eröffnet.
Sein Vater, den er seit der Trennung der Eltern vermisst, ist auf und davon, und seine Mutter, ideologisch noch immer gefestigt, nervt unendlich mit ihren aufgesetzten Emanzipationsversuchen. Doch am Ende erweist sich Babettes und Alexanders Freundschaft auch als Rollenmodell für die gescheiterte Mutter Kristine, die aus der Beziehung der Halbwüchsigen Erkenntnisse für die Gestaltung ihres zukünftigen Leben zu gewinnen vermag.

## Produktionsnotizen
Don Quichottes Kinder, eine Film-Fernseh-Coproduktion, entstand zwischen dem 2. Mai und dem 22. Juni 1980 in Berlin (West) und Niedersachsen. Der von Ottokar Runze produzierte Streifen wurde am 3. April 1981 an Berlins Filmbühne am Steinplatz uraufgeführt.
Die elfjährige Tushka Benthaak, die hier ein beeindruckendes Filmdebüt als Babette gab, ist niemand anderes als die nachmals bekannte australische Schauspielerin Tushka Bergen.

## Wissenswertes
Regisseurin Claudia Holldack stammt aus Quedlinburg und erhielt, ehe sie Anfang der 1970er Jahre zum Film stieß, eine Ausbildung zur Hebamme.

## Kritik
Das Lexikon des Internationalen Films fand, die Idee, mit diesem Film das Lebensgefühl der 68er-Generation wiederzubeleben, sei „ein schönes Konzept, das leider nicht ohne Klischees und Verworrenheiten realisiert wurde.“